# Gholam-Hossein Banan
Gholam-Hossein Banan (in persiano غلامحسين بنان‎; Amol, maggio 1911 – Teheran, 27 febbraio 1986) è stato un musicista iraniano.
Nacque in una famiglia di musicisti. Il padre, Karim Khān Banān ol-Douleh Nurí (كريم خان بنان الدوله نوري), era un pianista acclamato; inoltre i fratelli suonavano il tar.
Dall'età di sei anni Banan prese lezioni di canto, pianoforte e organo. In seguitò studiò con Mirzā Tāher Ziā oz-Zākerin Rasā'í (ميرزا طاهر ضياء ذاكرين رثايي) e Nāser Seif (ناصر سيف).
Banan entrò a far parte dell'Associazione musicale nazionale iraniana nel 1942, e fece un'apparizione nello stesso anno
nella Radio Nazionale Iraniana.
Ancora oggi è molto apprezzato dagli amanti della musica tradizionale persiana. Una delle sue canzoni più importanti
fu Ey Iran.